# Fire in My Heart
«Fire in My Heart» (en español, «Fuego en mi corazón») es el décimo sencillo de la banda galesa de rock Super Furry Animals y el segundo extraído del álbum de 1999, Guerrilla. Alcanzó el puesto 25 en la UK Singles Chart tras su lanzamiento el 9 de agosto de 1999. La canción, titulada originalmente «Heartburn», ha sido descrita por el cantante del grupo Gruff Rhys como un tema country cuya letra ofrece «consejos para el alma».
La recepción crítica de «Fire in My Heart» fue generalmente positiva y NME afirmó que esto confirmó la posición del grupo entre las mejores bandas británicas de sencillos en «añares» y colocó el tema en el número 35 en su lista de los sencillos del año de 1999. Su video promocional fue dirigido por Jake & Jim y muestra a Super Furry Animals esperando para abandonar el planeta Marte, a donde habían ido a dar un concierto.

## Temática y grabación
«Fire in My Heart» se llamaba originalmente «Heartburn», título que el cantante del grupo, Gruff Rhys consideraba más profundo y daba «un giro» a la canción, pero los otros miembros no estaban conformes con él, por lo que se cambió. Rhys ha descrito el tema como una canción de country y del viejo oeste compuesta con total sinceridad pese a su letra cliché. La canción es un «consejo para el alma» y trata sobre «todos los tipos de personas en tu vida». Se grabó a mediados de 1998 en los Real World Studios, localizados en Box, Wiltshire, junto al resto del disco Guerrilla y fue producido por Super Furry Animals. Se consideró incluir en el álbum el lado B «The Matter of Time», pero la banda pensó que se volvería demasiado autoindulgente si se la añadía a su lista de canciones. El grupo optó entonces por colocar la «estúpida» canción «The Teacher». Rhys llamó a esto un momento decisivo en la creación de Guerrilla.

## Descripción

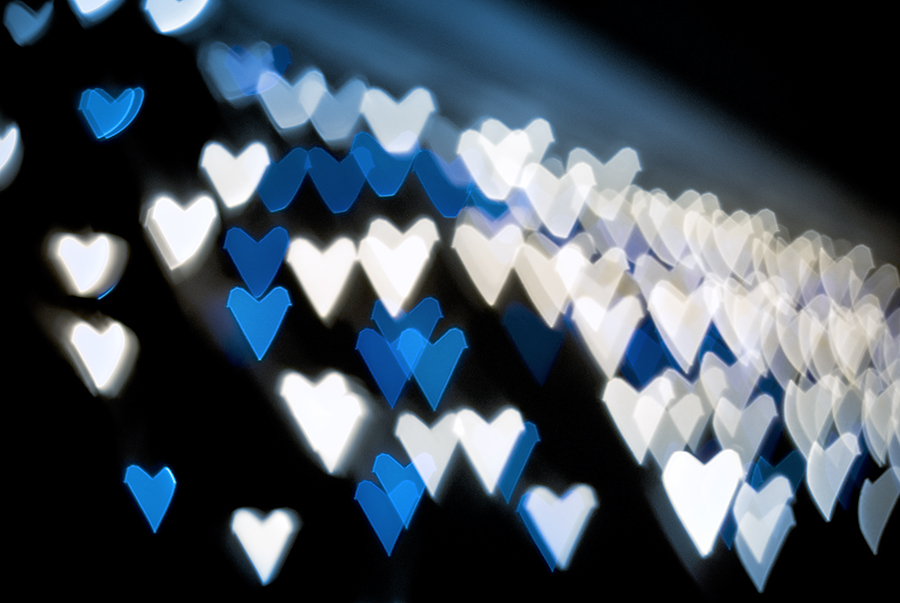
La canción, originalmente llamada «Heartburn», ofrece «consejos para el alma».

«Fire in My Heart» tiene 2:45 minutos de duración y está en la tonalidad de mi mayor. La canción comienza con Guff Rhys cantando la primera estrofa acompañado por una guitarra acústica tocada con la técnica fingerpicking. Luego, se suman los tambores de la batería, un sintetizador, órgano y las armonías vocales en la segunda estrofa, que comienza a los 31 segundos. La batería se escucha más fuerte en la tercera y cuarta estrofa, que desemboca en un puente que se inicia en el minuto 1:31. Durante él, Rhys canta los versos Oh the monkey puzzle tree has some questions for the watchdogs of the profane, and I ask, is it sad that I'm driving myself mad as this fire in my heart turns blue («Oh, el árbol del rompecabezas de los monos tiene algunas preguntas para los perros guardianes de lo profano, y pregunto, es triste que me esté volviendo loco a medida que el fuego de mi corazón se vuelve azul»). Hay un cambio de tonalidad a fa♯ mayor tras la última estrofa, donde Rhys repite I've got a fire in my heart for you («Tengo fuego en mi corazón por ti») acompañado de múltiples armonía vocales. La canción termina en una coda donde Rhys canta prolongadamente la palabra you («tú») sobre los acordes de la♯ menor, la, sol♯ menor y fa♯.

## Lanzamiento y recepción de la crítica
«Fire in My Heart» se lanzó en CD, casete y 7" el 9 de agosto de 1999 y alcanzó el puesto 25 en la UK Singles Chart. El tema se incluyó en la compilación de los grandes éxitos de la banda Songbook: The Singles, Vol. 1, lanzado en 2004.
La revista Melody Maker la llamó «una canción adorable», aunque también expresó su desilusión por el hecho de que en el tema la banda «no aúlla a la Luna de modo más profundo». La modelo estadounidense Caprice Bourret, como crítica invitada por la publicación, comparó la canción con la música de Carole King y Rickie Lee Jones y dijo que el tema es «sólo acerca de palabras» y es un ejemplo del tipo de música que «nunca pasa de moda». NME la describió como «un tema estrafalario de gospel psicodélico y folclórico» y comentó que esto confirma la posición del grupo entre las mejores bandas de sencillos británicas en «añares». La revista colocó luego el tema en el número 35 en su lista de los sencillos del año de 1999. Yahoo! Music llamó la pista «una canción para romper el corazón hecha por un asombroso genio». Mojo afirmó que la canción tiene un «sonido tradicional» folclórico de cuatro acordes, mientras que Pitchfork Media comentó que se trataba de un tema con «vestigios country». Además, la BBC la llamó «una canción de amor idiosincrática». Finalmente, se ubicó la canción en el puesto 17 en la lista Festive Fifty de 1999 durante el programa de la BBC Radio 1 conducido por John Peel.

### Reconocimientos
| Publicación                        | País        | Reconocimiento           | Año  | Puesto |
| ---------------------------------- | ----------- | ------------------------ | ---- | ------ |
| Programa de John Peel, BBC Radio 1 | Reino Unido | Festive Fifty            | 1999 | 17     |
| NME                                | Reino Unido | Sencillos del año de NME | 1999 | 35     |

## Video promocional

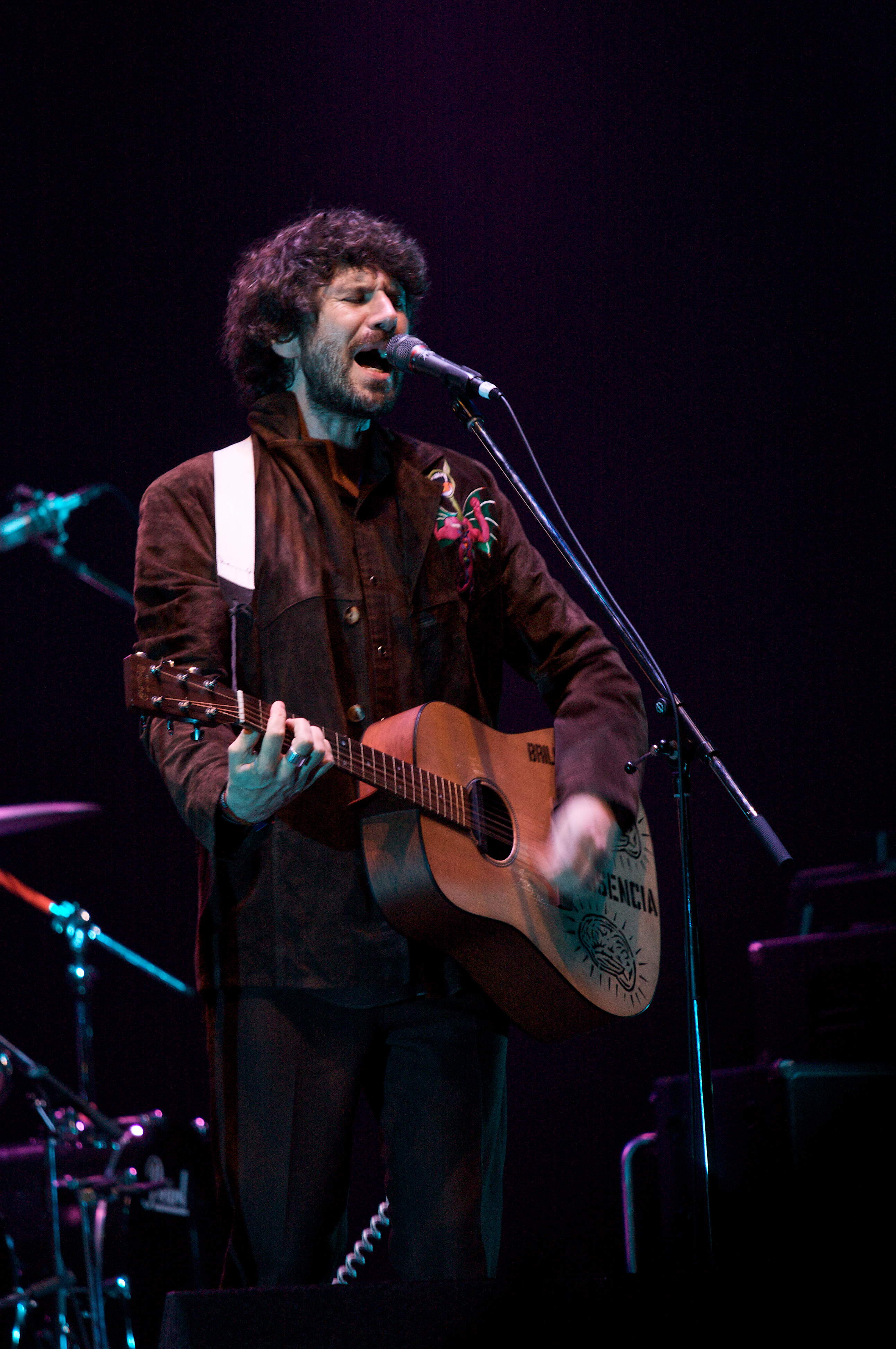
El vocalista Gruff Rhys en un festival de Tokio, Japón en 2008.

Se produjo un video promocional para acompañar el lanzamiento de «Fire in My Heart» como sencillo. Fue dirigido por Jake & Jim, quienes también dirigieron el video posterior del sencillo «Do or Die» y muestra a la banda esperando por abandonar Marte tras haber dado un concierto en el planeta. El video comienza con Gruff Rhys solo sobre el suelo marciano, cantando la canción. Se puede apreciar entonces una nave espacial plateada generada por computadora, que aterriza a su lado. Cerca de un minuto después, la cámara hace un plano más abierto para mostrar al resto de Super Furry Animals sentados a la izquierda de Rhys. El guitarrista Huw Bunford está sentado en el suelo tocando la guitarra acústica, mientras que el resto del grupo lo está en tres asientos metálicos conectados entre sí. Se ve a dos extraterrestres caminando fuera de una nave espacial, tras la que el baterista Dafidd Ieuan toma arena marciana entre sus manos. Cuando los extraterrestres llegan, uno de ellos, calvo, con anteojos de sol y orejas puntiagudas coloca su mano derecha sobre el hombro derecho de Rhys. El cantante se da vuelta y mira a otro, que posee un solo ojo en el centro de su cara larga y ovalada y tiene una capa azul. Le sonríe y Rhys se gira y mira hacia arriba, donde puede ver la Tierra en el cielo. Ieuan y el teclista Cian Ciaran también miran hacia el planeta, antes que la cámara se mueva tras ellos para enseñar a cientos de extraterrestres de pie ante muchas torres similares a alminares que saludan al grupo. Se muestra a la banda tomando un portafolios y una guitarra antes de partir hacia la nave, al final de la canción. Pete Fowler, un colaborador regular de la banda, diseñó los extraterrestres y también actuó como «consejero creativo» en el video. Según Rhys, se los animó con los mismos efectos especiales que se usaron en Star Wars: Episode I - The Phantom Menace. Rhys afirmó además que considera su interpretación en el video como «de madera», dado que debió tomar antiinflamatorios durante la filmación por «tortícolis».

## Lista de canciones
Todas las canciones compuestas por Super Furry Animals.
- CD (CRESCD323), Casete (CRECS323), 7" (CRE323)

1. «Fire in My Heart» – 2:45
2. «The Matter of Time» – 5:47
3. «Mrs Spector» – 3:01

## Personal
Lista de contribuyentes de «Fire in My Heart»:
- Gruff Rhys – canto
- Huw Bunford – guitarra
- Guto Pryce – bajo eléctrico
- Cian Ciaran – teclado
- Dafydd Ieuan – batería

## Posiciones en las listas de venta
| Lista       | Posición más alta |
| ----------- | ----------------- |
| Reino Unido | 25                |